# Sayago (Zamora)

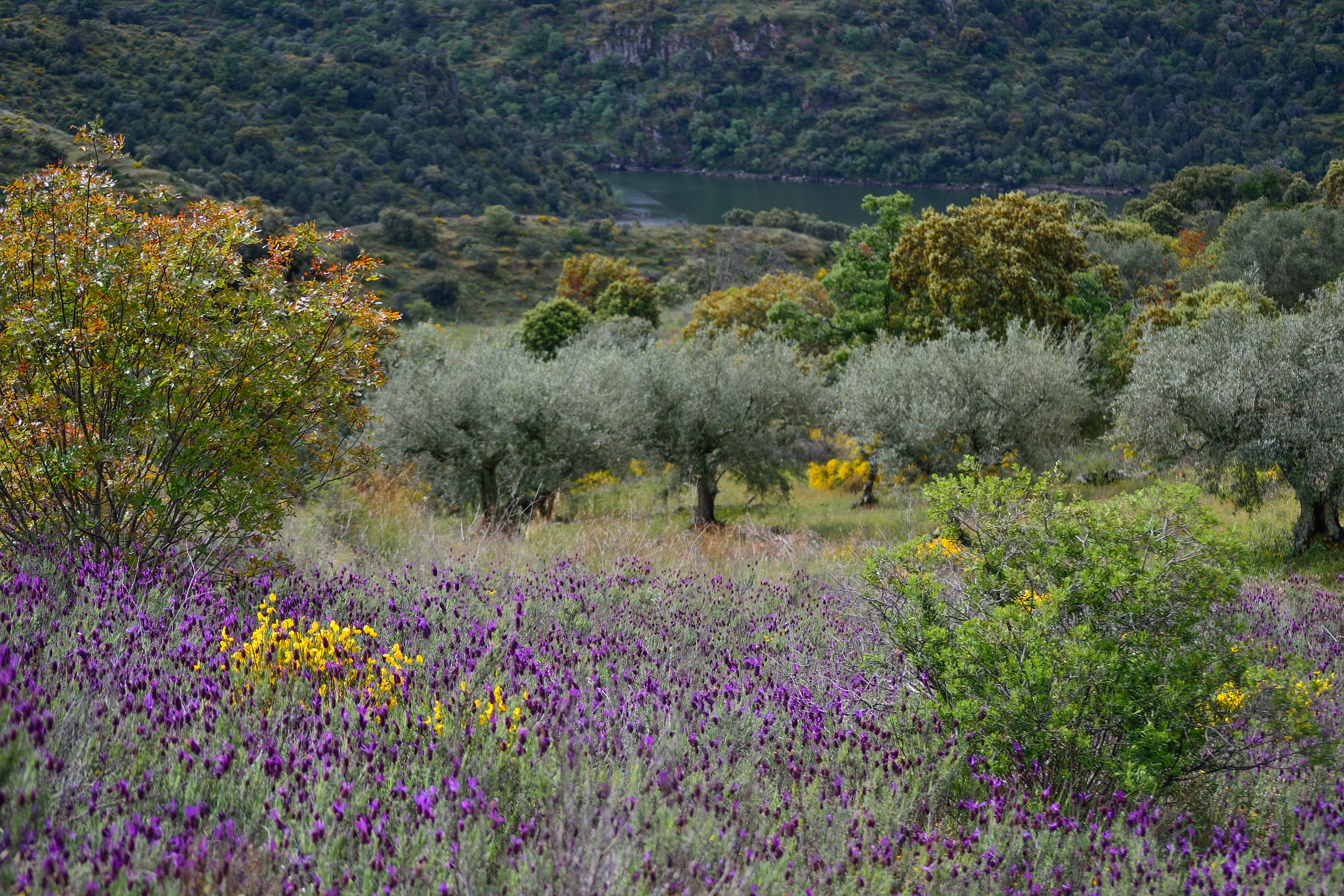
Landschaft am Duero bei Fermoselle

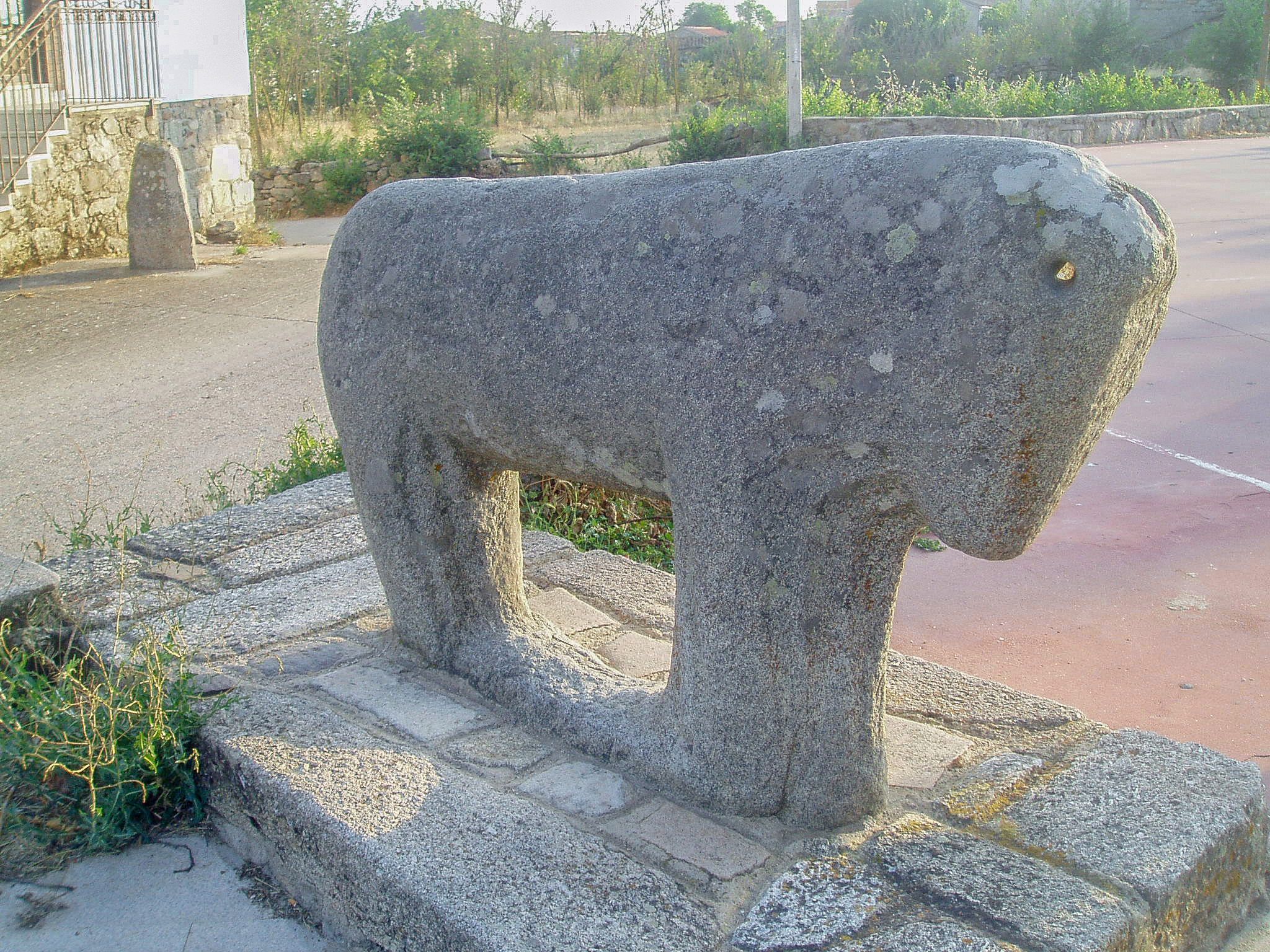
„Keltischer Stier“ (verraco) in Villardiegua

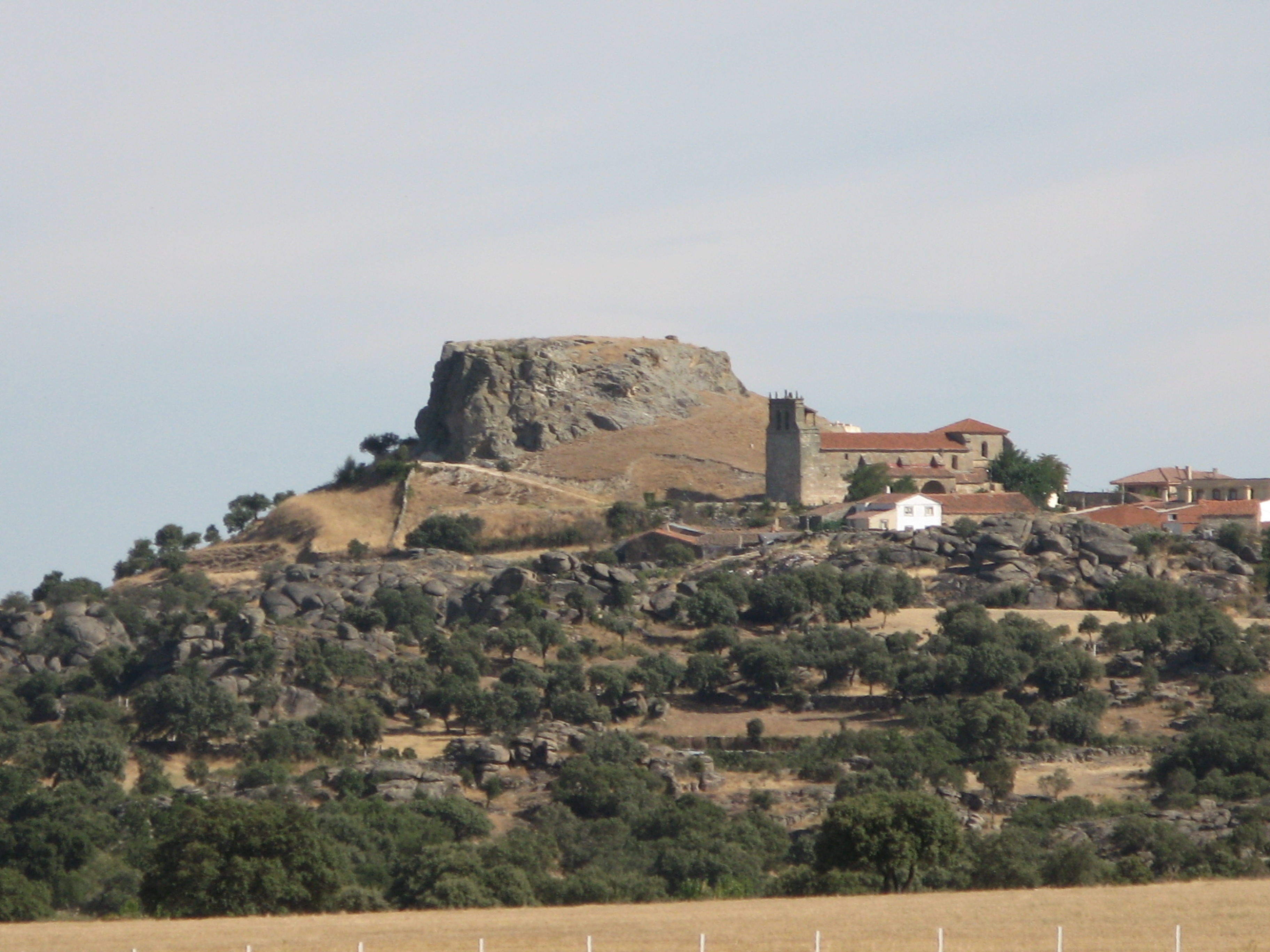
Burgfelsen und Kirche von Peñausende

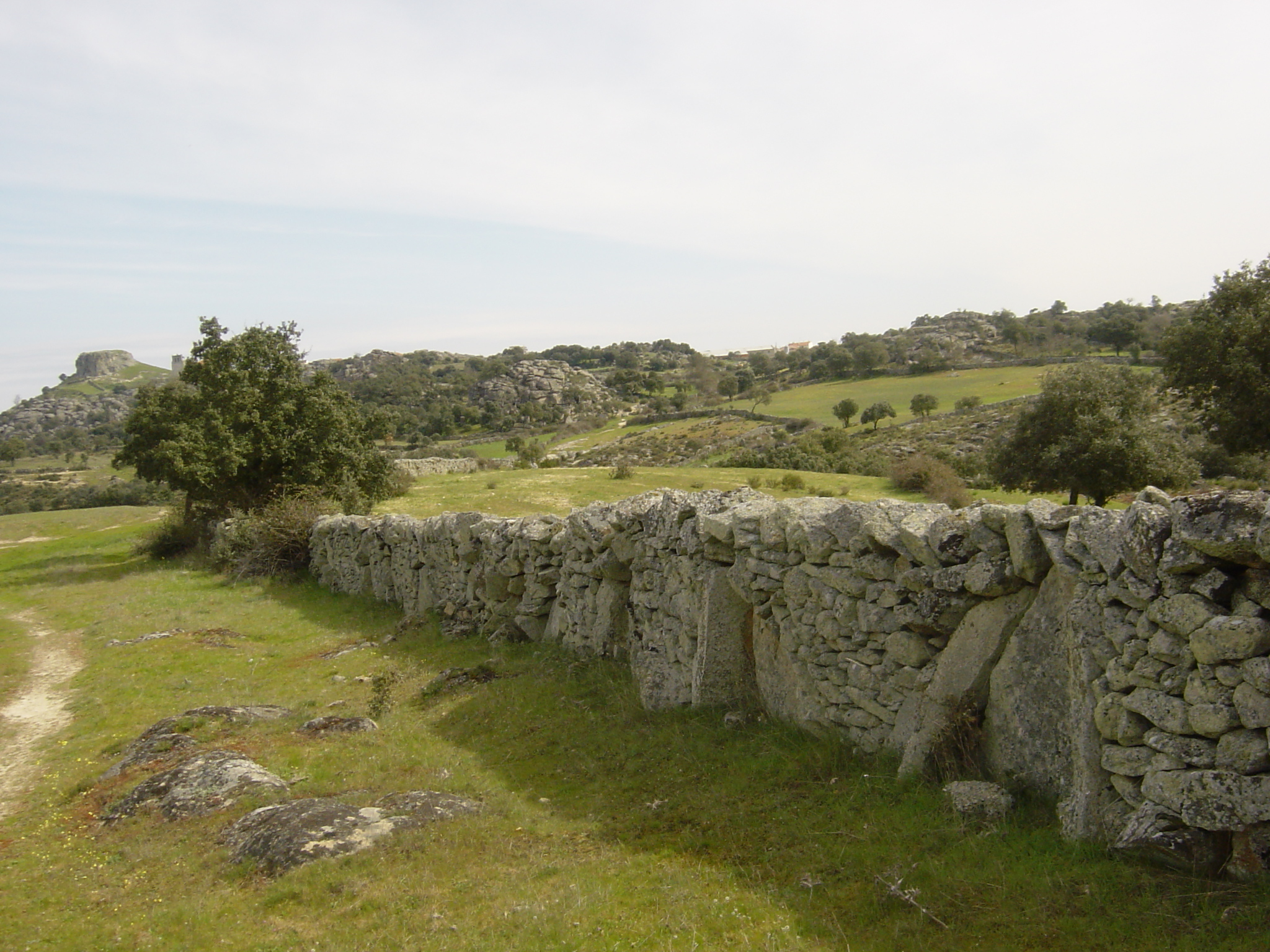
Trockensteinmauer bei Peñausende

Sayago bezeichnet ein historisches Gebiet und eine knapp 1500 m² große Verwaltungseinheit (comarca) mit weniger als 8.000 Einwohnern im Südwesten der Provinz Zamora in der Autonomen Gemeinschaft Kastilien-León im Nordwesten Spaniens nahe der Grenze zu Portugal.

## Lage und Klima
Die zwischen ca. 40 und 60 km (Fahrtstrecke) von der Stadt Zamora entfernte Comarca liegt im äußersten Südwesten der Provinz in Höhen von etwa 650 bis 750 m. Die südliche Grenze bilden der auch zur Provinz Salamanca gehörende Fluss Tormes bzw. die Almendra-Talsperre; der Duero begrenzt das Gebiet im Nordwesten, Norden und Nordosten. Das gemäßigte Klima der hügeligen und waldreichen Landschaft wird stärker als in anderen Teilen der Provinz vom Atlantik beeinflusst; die Niederschlagsmengen (ca. 650 mm/Jahr) sind deshalb deutlich höher.

## Geschichte
Bereits in prähistorischer Zeit folgten Jäger und Sammler dem Lauf der Flüsse, doch waren die ersten Siedler wahrscheinlich Kelten oder Keltiberer vom Stamm der Vettonen; diese hinterließen die weit über die Grenzen Spaniens hinaus bekannten monolithischen Tierfiguren (verracos). Die Römer eroberten das Gebiet im 2. und 1. Jahrhundert v. Chr., wohingegen Westgoten und selbst die Mauren keinerlei Spuren hinterließen. Nach der Rückeroberung der besetzten Gebiete durch die Christen (reconquista) im 11. Jahrhundert folgte eine Phase der Wiederbesiedlung (repoblación) durch die Könige von León; die ersten namentlichen Erwähnungen von Saliago oder Salagu stammen aus dem 13. Jahrhundert.

## Wirtschaft
Die Böden waren wegen der ausreichenden Regenfälle vergleichsweise fruchtbar. Teilweise waren sie steinig und demzufolge nur als Viehweiden für Rinder (siehe Sayaguesa), Esel, Schafe und Ziegen geeignet; in einigen Orten (z. B. in Pereruela oder Roelos) entwickelte sich seit dem ausgehenden Mittelalter zusätzlich eine umfangreiche Keramikproduktion und so hatte das Gebiet zeitweise um die 20.000 Einwohner. 

## Gemeinden
| Gemeinde                  | Einwohner (2024) | Fläche km² | Dichte Einw./km² | Cod INE | Postleitzahl |
| ------------------------- | ---------------- | ---------- | ---------------- | ------- | ------------ |
| Alfaraz de Sayago         | 124              | 73,02      | 2                | 49005   | 49177        |
| Almeida de Sayago         | 422              | 76,37      | 6                | 49008   | 49210        |
| Argañín                   | 80               | 12,64      | 6                | 49012   | 49251        |
| Bermillo de Sayago        | 1.026            | 189,55     | 5                | 49023   | 49200        |
| Cabañas de Sayago         | 151              | 49,77      | 3                | 49031   | 49709        |
| Carbellino                | 182              | 32,79      | 6                | 49037   | 49211        |
| Fariza                    | 496              | 90,21      | 5                | 49064   | 49213        |
| Fermoselle                | 1.149            | 67,91      | 17               | 49065   | 49220        |
| Fresno de Sayago          | 143              | 64,51      | 2                | 49077   | 49216        |
| Gamones                   | 92               | 13,49      | 7                | 49088   | 49251        |
| Luelmo                    | 149              | 36,34      | 4                | 49101   | 49215        |
| Mayalde                   | 152              | 43,71      | 3                | 49115   | 49718        |
| Moral de Sayago           | 262              | 67,04      | 4                | 49124   | 49254        |
| Moraleja de Sayago        | 299              | 33,70      | 9                | 49126   | 49177        |
| Moralina                  | 219              | 20,90      | 10               | 49131   | 49253        |
| Muga de Sayago            | 317              | 36,42      | 9                | 49136   | 49212        |
| Peñausende                | 375              | 95,02      | 4                | 49149   | 49178        |
| Pereruela                 | 496              | 160,87     | 3                | 49152   | 49280        |
| Roelos de Sayago          | 138              | 54,99      | 3                | 49180   | 49211        |
| Salce                     | 85               | 34,86      | 2                | 49183   | 49211        |
| Torregamones              | 226              | 37,39      | 6                | 49221   | 49252        |
| Villadepera               | 179              | 30,11      | 6                | 49240   | 49250        |
| Villar del Buey           | 514              | 133,91     | 4                | 49264   | 49240        |
| Villardiegua de la Ribera | 116              | 28,62      | 4                | 49265   | 49250        |
| Comarca Sayago            | 7.392            | 1.484,14   | 5                | –       | –            |

Viele größere Gemeinden bestehen aus mehreren Weilern (pedanías) mit jeweils nur etwa 50 bis 300 Einwohnern; größter Ort ist Fermoselle mit etwa 1.200 Einwohnern.

## Sehenswürdigkeiten
Neben den vielfältigen Naturschönheiten gibt es auf dem Gebiet von Almeida de Sayago den – allerdings nur schlecht erhaltenen – megalithischen Dolmen del Casal del Gato sowie mehrere romanische Dorfkirchen (einige davon mit Freskenresten → Literatur + Weblink) und einige, meist jedoch in den diversen Grenzkriegen mit Portugal zerstörte, Burgen (z. B. in Peñausende). Auch die ländlichen Steinplattenstege sowie die vielen Trockensteinmauern (cortinas) sind erwähnenswert.